# Laurent Dury
Laurent Dury (* 1967 in Frankreich) ist ein französischer Komponist. Er komponiert Musik für Film- und Fernsehproduktionen.

## Leben und Wirken
Laurent Dury wollte ursprünglich Surfer werden, schlug dann aber eine musikalische Karriere ein. Seit 1996 komponiert er Musik für Medien u. a. für Universal, Warner Music, De Wolfe, Sonoton. Seine Kompositionen wurde bislang in Fernseh- und Radioproduktionen verwendet. Seine Werke zeichnen sich durch minimalistische, repetitive Klangfiguren aus.

## Diskografie (Auswahl)
- 2024: Minimal Sketches
- 2024: Minimal Jazz
- 2023: Fun Stuff
- 2023: Minimal Evolution
- 2022: Art Stories
- 2022: Ostinato
- 2021: Minimalism Cinema
- 2021: Neo-Classical Dramedy
- 2021: Quirky – Funny – Whimsical, Vol. 2
- 2020: Elegant Thoughts
- 2020: Live String Remixes
- 2020: Orchestral Minimalism
- 2020: Acoustic Minimalist
- 2020: 9-Piece Orchestra Remix – Tales Of History
- 2017: Various Matters, Vol. 2
- 2016: Guitar Moods: Plucked and Strummed
- 2015: Acoustic Minimalism
- 2014: Acoustic Treasures
- 2012: Creative Piano Plus
- 2012: Minimalist Sophistication
- 2011: Quirky – Funny – Whimsical
- 2008: On Going Process
- 2006: Le Rêve De Picard
- 2004: Fraîcheur D'aurore. Lueur Du Jour
- 2004: Les Songes D'Ali
- 2003: Le Chant Des Berges
- 2003: Silk Road
- 2000: Mer Baltique
- 2000: Banquises
- 1998: Crystal